# フリーゲルデモンストラチオン・アクサルプ

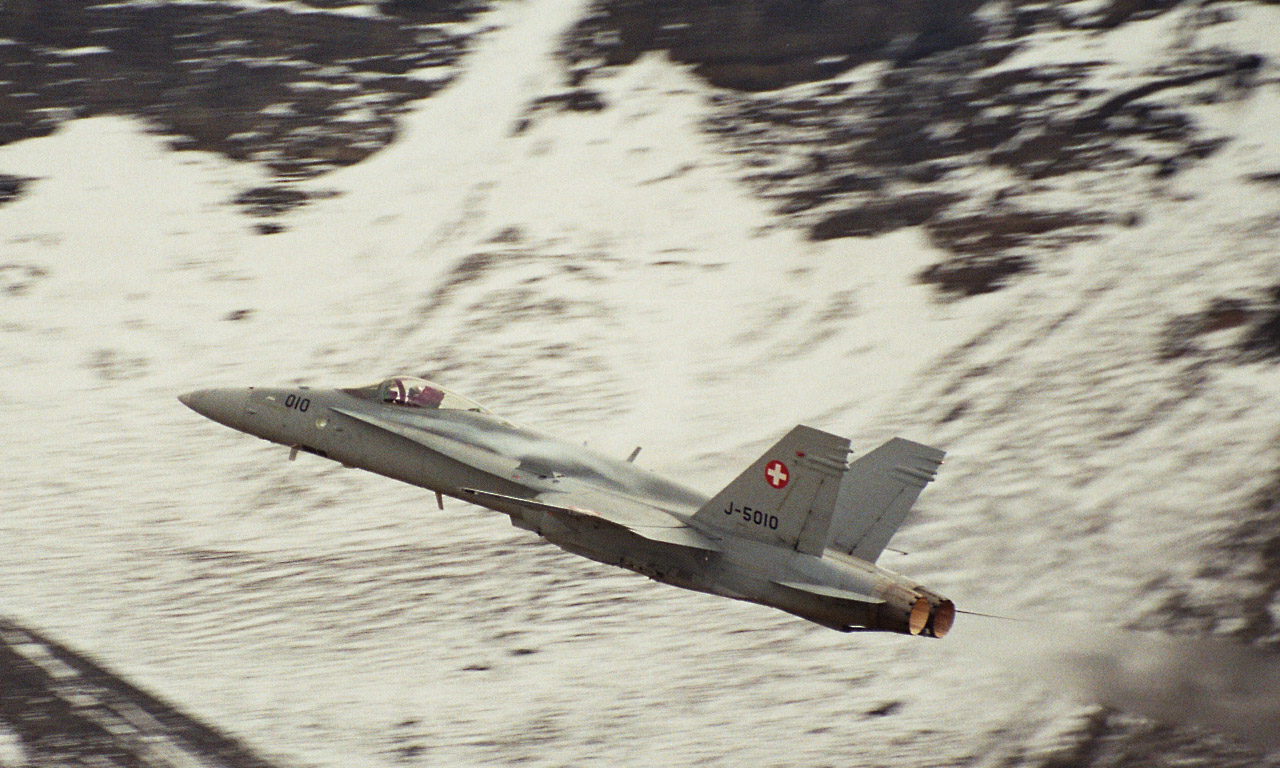
スイス空軍のF/A-18C ホーネット、アクサルプ 2006

フリーゲルデモンストラチオン・アクサルプ（独：Fliegerdemonstration Axalp）は標高2250mの山岳地帯にある、エーベンフルー射撃演習場で行われるスイス軍航空隊の公開訓練である。ベルン州ブリエンツから山を登ったアクサルプで、毎年10月初めの2日間に渡って実施される。

## 概要

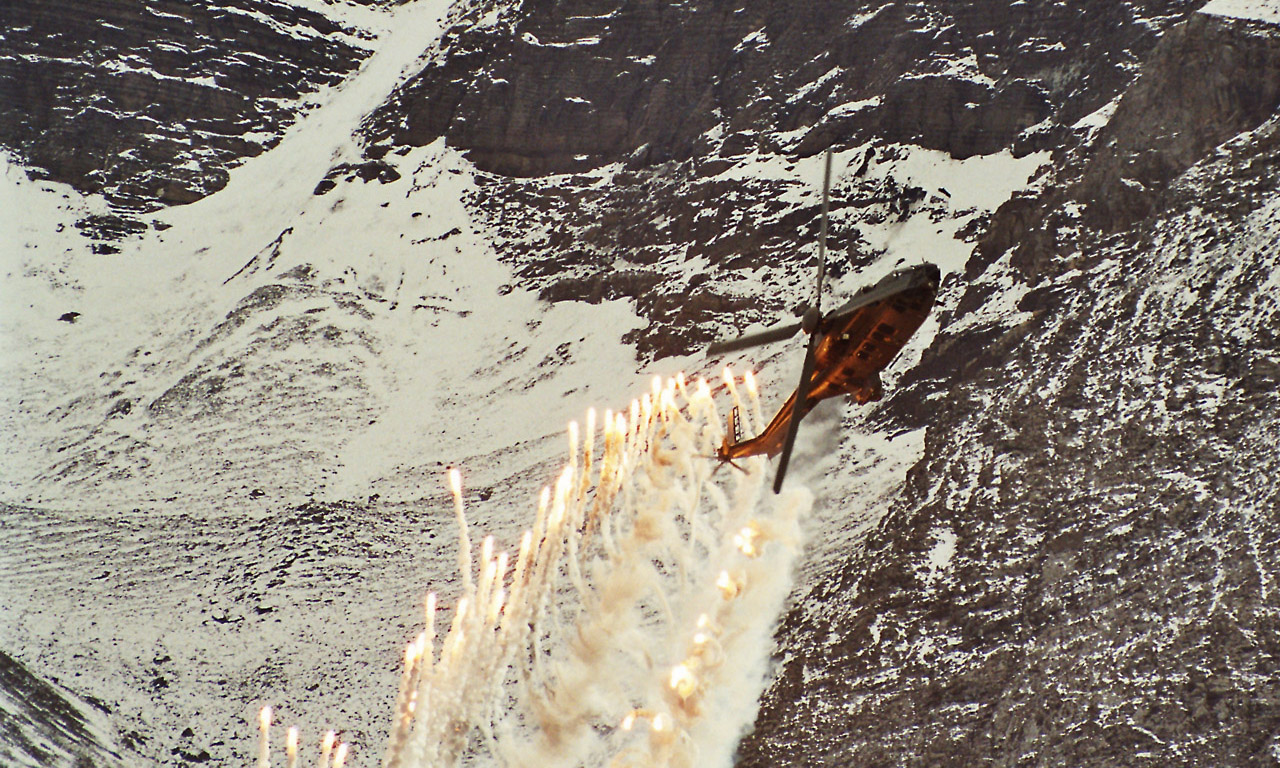
クーガーヘリコプターによるフレアー放出

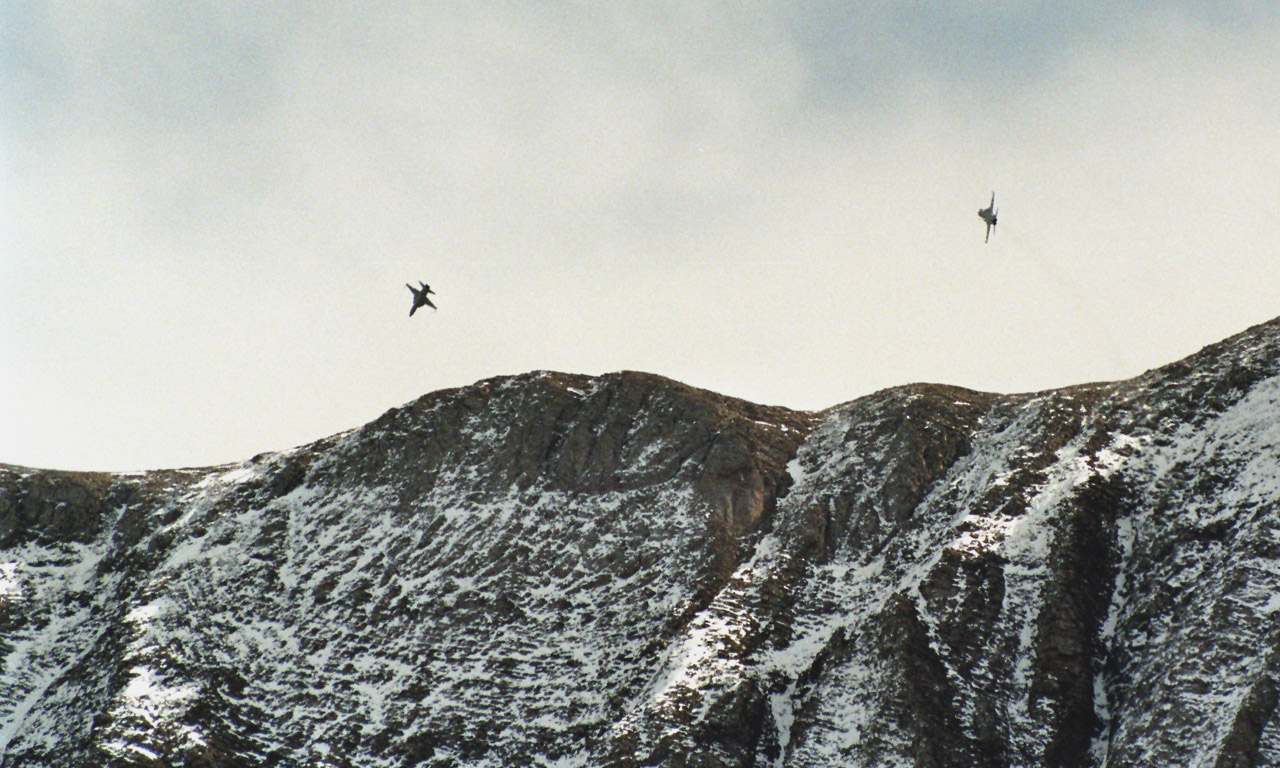
2機のF-5EタイガーIIが稜線上を飛行する

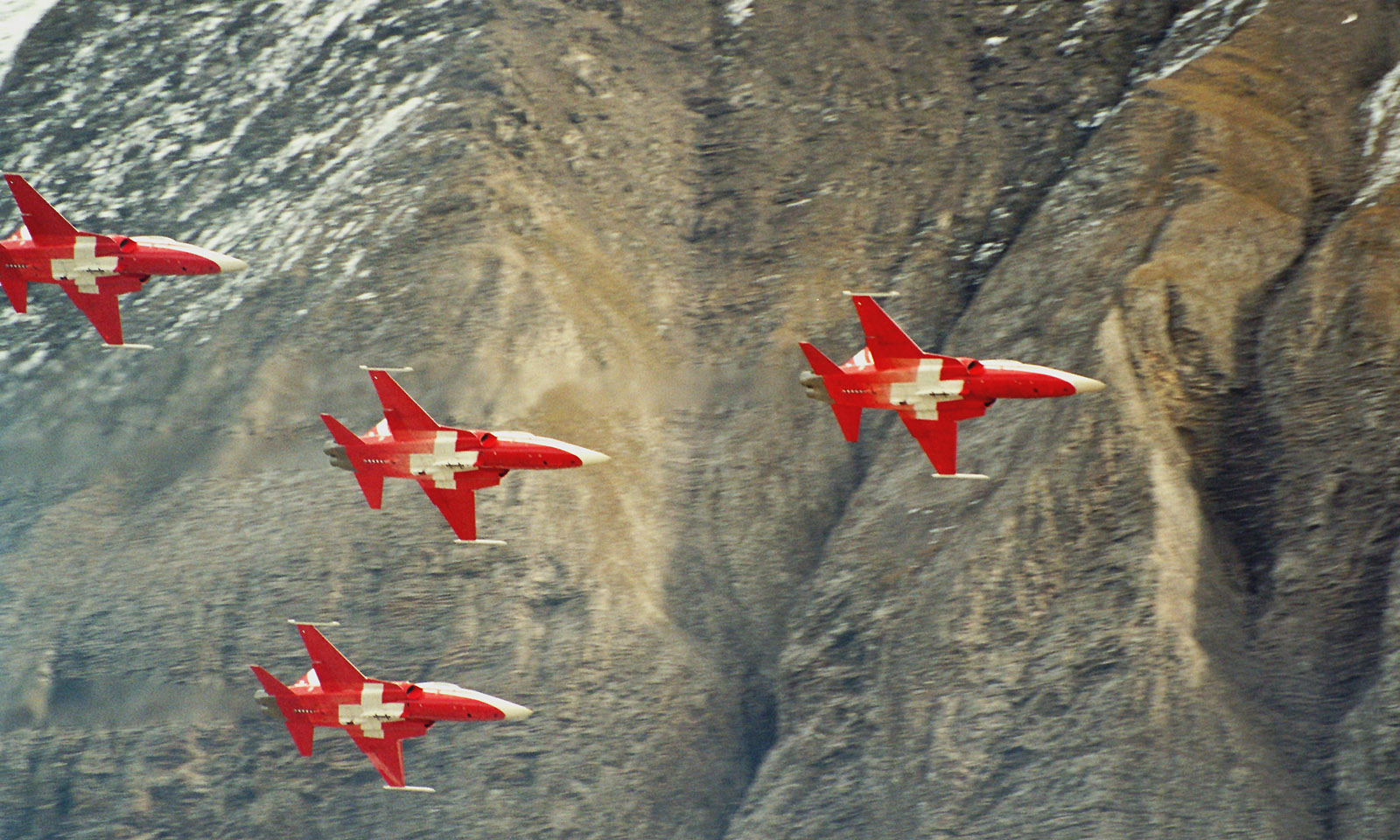
スイス空軍アクロバットチーム パトルイユ・スイス

スイス空軍の戦闘機、F-5EタイガーIIおよびF/A-18Cホーネットが峡谷を飛びまわり、標的に対する機関砲射撃が行われる。その他、ヘリコプターによる放水や山岳救助、パラシュートジャンプのデモンストレーションが行われる。スイス空軍のアクロバットチーム、パトルイユ・スイスによるショーで公開訓練は締めくくられる。飛行機はアクサルプの麓にあるマイリンゲン基地から飛来する。
通常のエアショーのように平地から飛行機を見上げるのではなく、山上から谷間を飛ぶ飛行機を見下ろすことができると言う点で、非常に風変わりなエアショーと言うことができる。そこでは、地上から空撮写真のようなアングルの写真を撮影することが可能であり（外部リンク参照）、間近に迫力満点のエアショーを見学することができる。ただし、そのためには麓から山頂まで2時間の登山を必要とする。

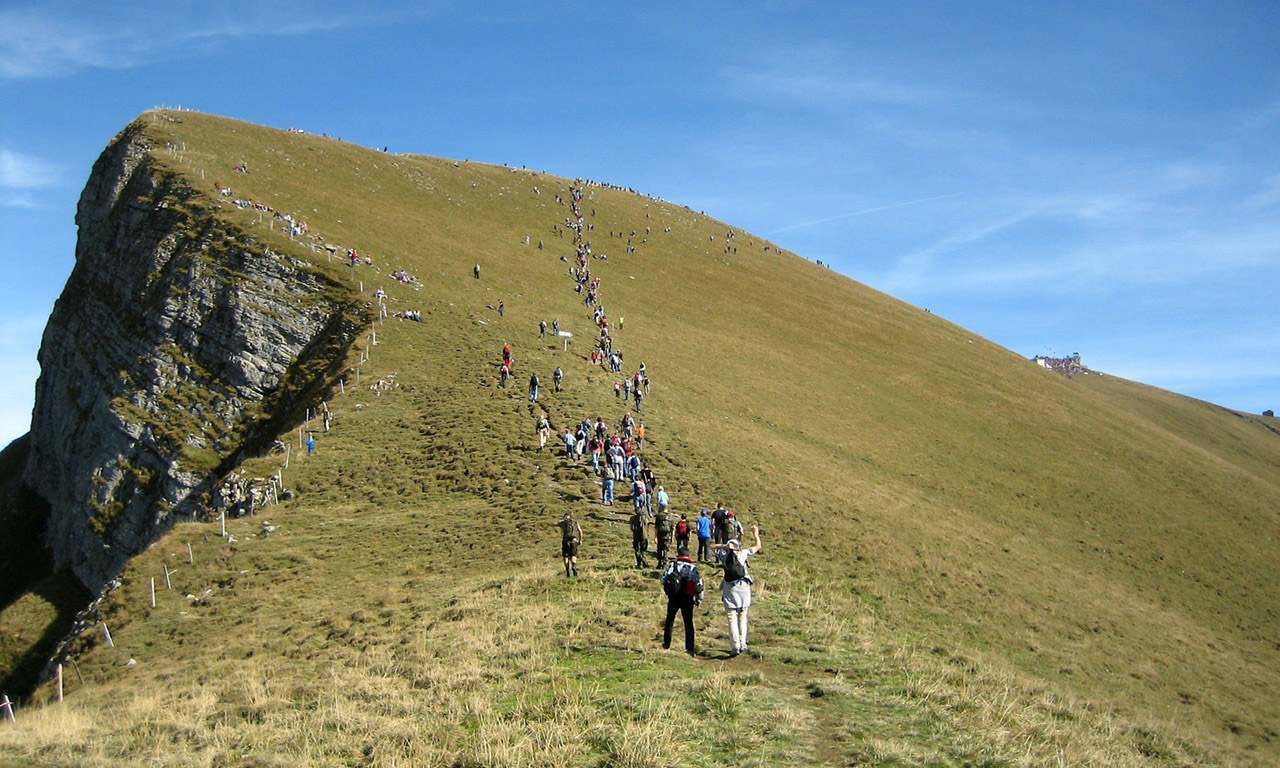
標高2200mの見学ポイントへ徒歩で移動する観客たち

一般の観客はブリエンツからアクサルプまで車で移動し、そこから2時間の登山を必要とする。好天であれば2000-3000人の観客が、食事施設やトイレもない場所であるにもかかわらず訪れる。年度によっては雪の場合もあるが、それでも公開訓練は行われる。